# Mozart – Eine Hommage (Salzburg)

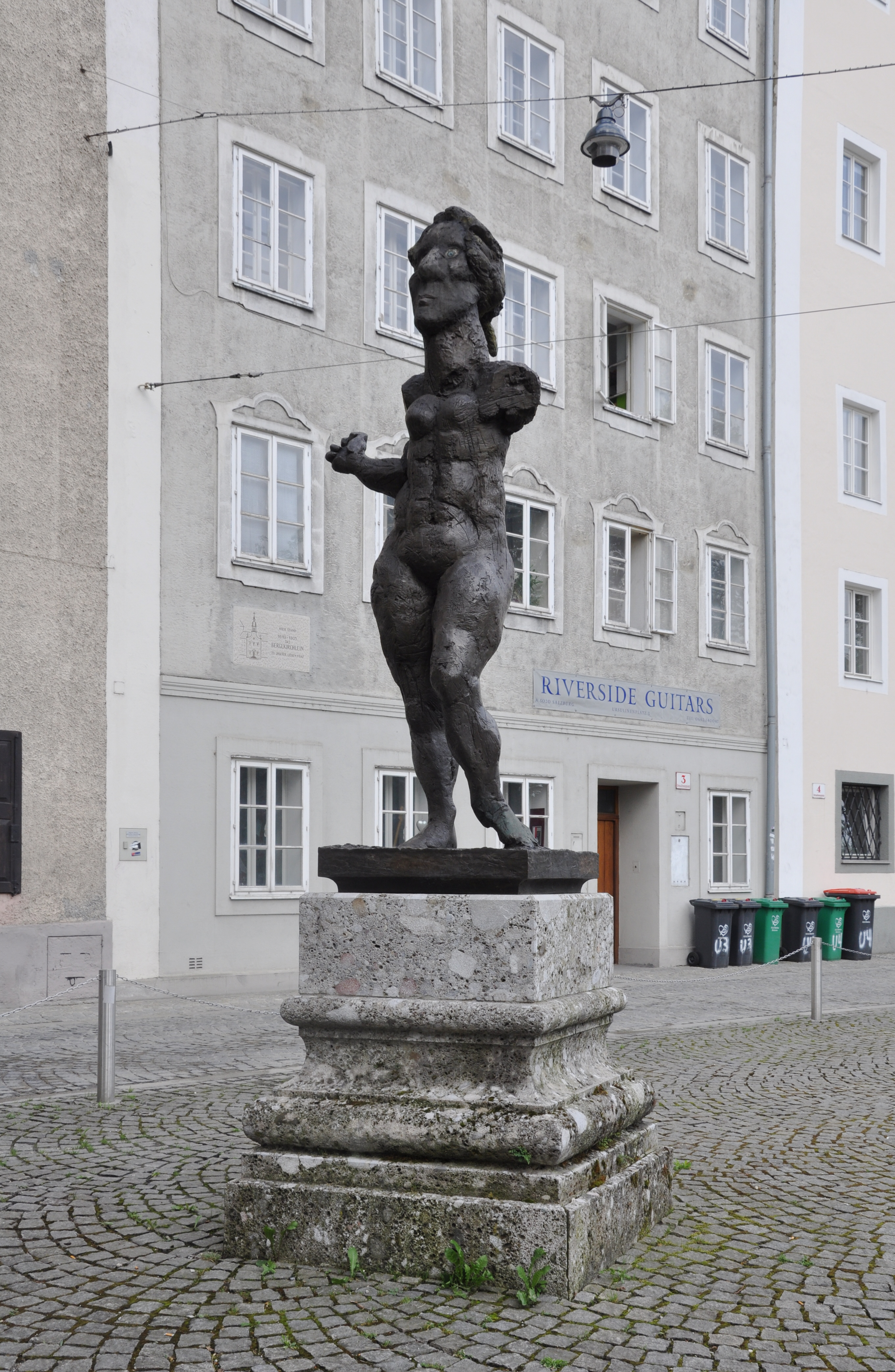
Mozart – Eine Hommage

Mozart – Eine Hommage ist eine Skulptur vor der Markuskirche auf dem Ursulinenplatz in der Altstadt von Salzburg. Das Kunstwerk wurde im Rahmen des „Kunstprojektes Salzburg“ 2005 vom deutschen Künstler und Bildhauer Markus Lüpertz geschaffen.

## Das Kunstwerk
Das vierte Werk für Kunstprojekt Salzburg ist eine 2,95 Meter hohe, farblich gefasste Skulptur aus Bronze. Die Skulptur ist ein nackter weiblicher Torso, dem der Künstler eine Büste des Komponisten Wolfgang Amadeus Mozart mit der charakteristischen Perücke aufgesetzt hat. Der Künstler möchte damit den Widerspruch zwischen männlich und weiblich, zwischen kräftig und zart, zwischen Montage und Demontage sowie Vollendung und Fragment darstellen. Dadurch werden die Genialität, die Virtuosität und die Zerrissenheit dargestellt, die aus dem Leben und Werk Mozarts überliefert sind. Die Skulptur soll beide Schaffensarten Lüpertzs als Bildhauer und Maler zur Geltung bringen.
Auf einem ein Meter hohen Steinsockel tritt die Skulptur in klassischer Standbein/Spielbein-Pose der Markuskirche von Johann Bernhard Fischer von Erlach gegenüber.
Diese Skulptur soll kein historisches Porträt sein. Die Figur ist vielmehr ein Sinnbild der Kunst und des Künstlers und soll die Bedeutungsgrenzen ausloten.
„Die Figur ist von jetzt. Und jetzt ist es so, dass Lüpertz aus leider gutem Grund Veranlassung nimmt, mit einer Skulptur, die nicht den Mozart meint, sondern den Wirkungsraum von dessen Genie: die Musik, zu handeln vom Wagnis der ungeschützten Behauptung, die jede Kunst immer ist, von der Gefahr ihrer Bedrohung, von Versehrung und Verstümmelung, die ihr beigebracht werden können und zugefügt werden jederzeit.“ (Peter Iden: Salzburg Foundation)
„Markus“ Lüpertz hat für seine Mozart-Figur den „Markus“-Platz ausgewählt. Die Figur blickt auf die „Markus“-Kirche, die 1616-168 von „Markus“ Sittikus erbaut, beim großen Felssturz von 1669 zerstört und ab 1699 an derselben Stelle wieder aufgebaut wurde. Die androgyne Figur vereint bedeutende Statuen beiderlei Geschlechts:
- Die Standbein/Spielbein-Pose sowie der rechtwinkelig nach außen gebeugte rechte Arm erinnern deutlich an die Pose des Jünglings vom Magdalensberg, der sich lange Zeit in Salzburg befand. Die Pose dieser Figur, die am Magdalensberg in Kärnten gefunden wurde und Fürsterzbischof Matthäus Lang nach Salzburg bringen ließ, ist einzigartig und unverwechselbar. Eine Kopie des heute verschollenen römischen Originals befindet sich im Kunsthistorischen Museum in Wien, ein Nachguss der Wiener Kopie steht in der Bildergalerie der Alten Residenz in Salzburg.
- Die dicken grob strukturierten Oberschenkel und der Bauchbereich erinnern an die 1908 in Österreich gefundene 26.000 Jahre alte, steinzeitliche Venus von Willendorf der Gravettien-Kultur
- Der am Torso abgeschnittene linke Arm und der Brustbereich erinnern deutlich an die hellenistische Statue der Venus von Milo, die sich heute im Louvre befindet. Auch hier ist die Bezugnahme deutlich erkennbar.
- Die Perücke und der Kopf sind an die Bronzefigur „Mozart als Apollo“ von Edmund Hellmer angelehnt, die im Foyer zum Großen Saal der Stiftung Mozarteum steht. Edmund Hellmer hat auch den goldenen Johann Strauss im Stadtpark in Wien gestaltet.

Die Figur ist viel mehr als lediglich eine Hommage an Mozart. Sie stellt gebündelte Ikonographiegeschichte dar, die wie Mozarts Musik an der Oberfläche begeistern oder missfallen kann, in ihrer Tiefe aber höchste Qualität und künstlerische Meisterschaft erkennen lässt.

## Proteste
Das Kunstwerk, das Mozart mit weiblichem Körper und stämmigen Beinen sowie fehlendem linkem Arm zeigt, war ein Ärgernis für viele Menschen. Zwei Monate nach der Enthüllung, im August 2005, wurde die Skulptur mutwillig mit Teer und Federn verändert, die nach der Reinigung fehlende Bemalung wurde nicht mehr erneut aufgebracht. Verantwortlich für den Anschlag auf die Skulptur war der Aktivist Martin Humer, welcher für die Tat später zu vier Monaten bedingter Haft wegen schwerer Sachbeschädigung verurteilt wurde.

## Hintergrund
Dieses Kunstwerk ist auf eine Initiative der Salzburg Foundation zurückzuführen. Diese wurde 2001 als Privatinitiative gegründet und versteht sich als eine moderne Form des Mäzenatentums. Bei diesem Projekt, das keine öffentlichen Subventionen erhält, geht es darum, internationale Künstler für die Stadt Salzburg zu begeistern und sie zu animieren, ein spezifisches Kunstwerk für einen Platz ihrer Wahl zu schaffen. Der Einladung folgten Künstler wie Manfred Wakolbinger, Anselm Kiefer, Mario Merz, Tony Cragg, Marina Abramović, James Turrell, Stephan Balkenhol, Christian Boltanski, Jaume Plensa, Brigitte Kowanz, Erwin Wurm und Markus Lüpertz.
Dieses Projekt wurde von der Würth-Gruppe gesponsert.